# Monhystera helvetica
Monhystera helvetica är en rundmaskart som beskrevs av Steiner 1914. Monhystera helvetica ingår i släktet Monhystera och familjen Monhysteridae. Inga underarter finns listade i Catalogue of Life.